# قرقيعان (برنامج)

## قرقيعان
وللبرنامج 3 اجزاء شارك عبد الناصر درويش بجزء واحد منها

## ومن الفنانين المقلدين في البرنامج
- الفنان عبد الحسين عبد الرضا
- الفنانة حياة الفهد
- الفنان سعد الفرج
- الإعلامي محمد السنعوسي
- الفنان شادي الخليج
- الدكتورة فوزية الدريع
- العندليب عبد الحليم حافظ
- الفنان سليمان القصار
- المغنية صباح
- المغني عبد الله بالخير
- المغنية هيفاء وهبي
- مدرب المنتخب الكويتي محمد إبراهيم
- المغني العراقي علي العيساوي
- المغني العراقي ناظم الغزالي
- المغني عبد الله رويشد
- فرقة غيتارا الكويتية
- المغنية العراقية سعاد عبد الله (انا المسيجينة)
- الفنان جواد العلي
- الإعلامي محمود سعد
- الإعلامي فيصل القاسم
- المغنية نانسي عجرم
- المغني المصري ريكو
- الاعلامية هالة سرحان
- المغنية انغام
- الاعلامية منيرة عاشور
- المغني حسين الجسمي
- المغنية شمس
- اللبنانية مريم نور
- المصري ممدوح فرج
- المغني العراقي علاء سعيد
- المغني العراقي عادل جواد
- الفنان محمد زويد

## البرامج المقلدة
- كلام نواعم
- سوبر ستار
- نجوم الخليج
- هالة شو
- ما يطلبة المشاهدون
- سيرة الحب

## وصلات خارجية
قرقيعان تقليد